# アラスカピラミッド

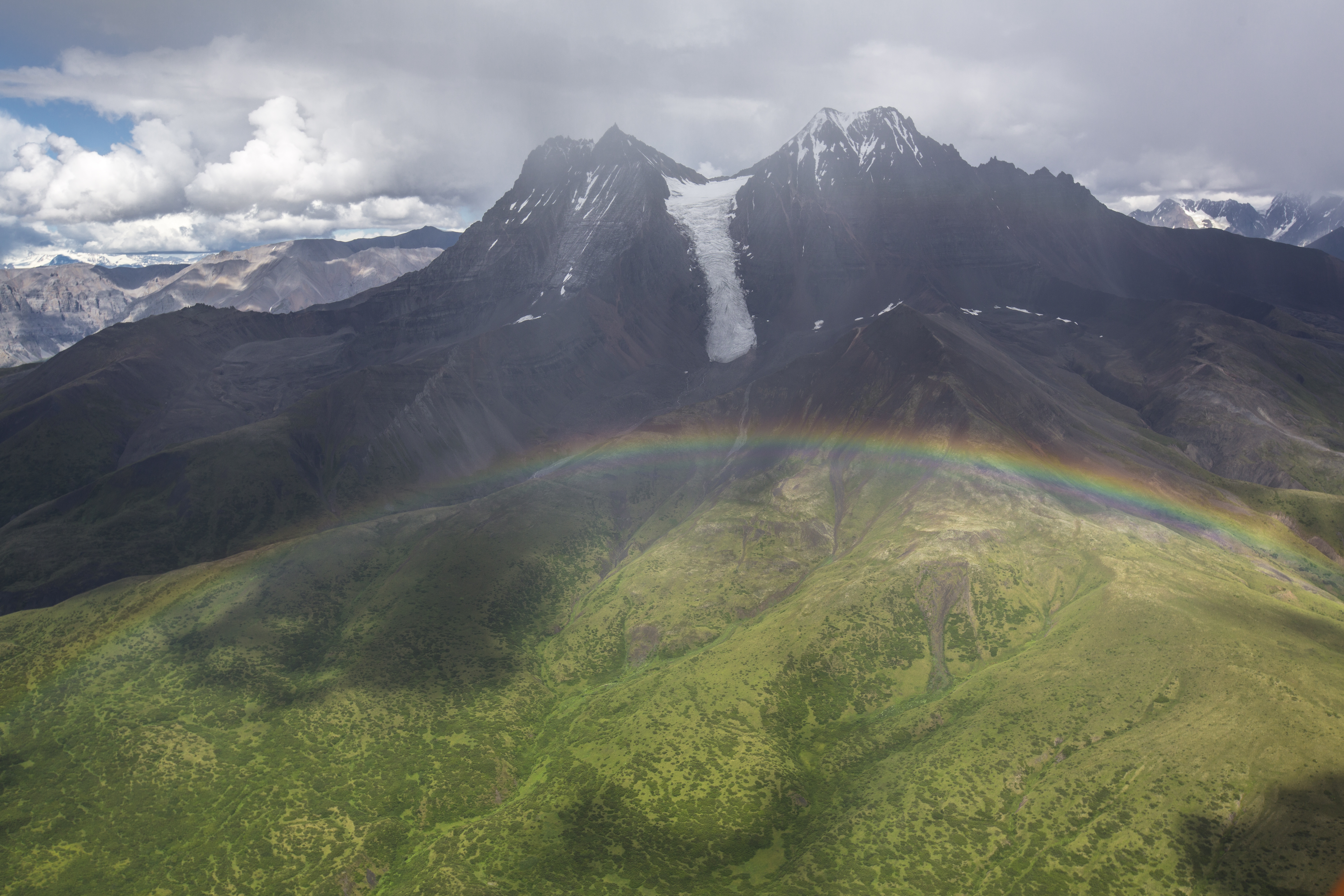
ピラミッドピーク（左）

ピラミッドピーク（英語: Pyramid Peak）は、アメリカ合衆国アラスカ州のセイントイライアス山地の西端にある標高2,705m（8,875フィート）の山頂。

## 地理
ランゲル・セントイライアス国立公園内にあり、マッカーシーの南東35km（22マイル）、ウィリアムズピークの南東11km（7マイル）、ジョシュアグリーンピークの南南東10km（6マイル）に位置する。この山頂の説明的なローカル名は、1908年にアメリカ地質調査所によって報告された。山に降った雨水や雪解け水は、カッパー川流域のニジーナ川の支流に流れ込む。